# Tour of Utah
Tour of Utah var et amerikansk etapeløb i landevejscykling for professionelle cykelryttere. Løbet foregik i delstaten Utah i USA. Løbet var kategoriseret som 2.Pro og var en del af UCI ProSeries fra 2011 til 2019. 

## Vindere
| År                   | Vinder            | Toer              | Treer              |        |
| -------------------- | ----------------- | ----------------- | ------------------ | ------ |
| for amatører         |                   |                   |                    |        |
| 2004                 | John Osguthorpe   | Sandy Perrins     | Allan Butler       |        |
| 2005                 | Andrew Bajadali   | Neil Shirley      | Burke Swindlehurst |        |
| 2006                 | Scott Moninger    | Glen Chadwick     | Jeff Louder        |        |
| 2007 ikke arrangeret |                   |                   |                    |        |
| 2008                 | Jeff Louder       | Blake Caldwell    | Glen Chadwick      |        |
| 2009                 | Francisco Mancebo | Darren Lill       | Jeff Louder        |        |
| 2010                 | Levi Leipheimer   | Francisco Mancebo | Ian Boswell        |        |
| for professionelle   |                   |                   |                    |        |
| 2011                 | Levi Leipheimer   | Sergio Henao      | Janez Brajkovič    |        |
| 2012                 | Johann Tschopp    | Matthew Busche    | Leopold König      |        |
| 2013                 | Tom Danielson     | Chris Horner      | Janier Acevedo     |        |
| 2014                 | Tom Danielson     | Chris Horner      | Winner Anacona     |        |
| 2015                 | Joe Dombrowski    | Michael Woods     | Brent Bookwalter   |        |
| 2016                 | Lachlan Morton    | Adrien Costa      | Andrew Talansky    |        |
| 2017                 | Rob Britton       | Gavin Mannion     | Serghei Țvetcov    |        |
| 2018                 | Sepp Kuss         | Ben Hermans       | Jack Haig          |        |
| 2019                 | Ben Hermans       | James Piccoli     | Joe Dombrowski     |        |
| 2021                 | aflyst            | aflyst            | aflyst             | aflyst |
| 2022                 | aflyst            | aflyst            | aflyst             | aflyst |